# Cristina Deleanu
Cristina Deleanu (n. 22 decembrie 1940, Ploiești, România – d. 15 mai 2025) a fost o actriță română de film, radio, televiziune, teatru și voce.

## Biografie
S-a născut la Ploiești, la câteva săptămâni după marele cutremur din 1940. Tatăl său, Dimitrie Deleanu (1900-1944), a fost ucis în bombardamentul de la 4 aprilie 1944. Ulterior, mama sa: Angela Deleanu, (1900-1989) se mută în București, unde actrița își va petrece restul copilăriei. Urmează cursurile primare ale Școlii nr. 33 din București și studiile liceale la Liceul Gheorghe Lazăr, la acea vreme liceu de fete, aflat în vecinătatea Teatrului Municipal (astăzi Teatrul Bulandra). Atrasă în copilărie de pictură și desen, în timpul liceului, influențată și de cercul de colegi și prieteni, se hotărăște devină actriță. După absolvirea liceului urmează studii teatrale la Institutul de Artă Teatrală și Cinematografică din București, la clasa actorului George Carabin, avându-i ca asistenți pe actorul Mihai Berechet și regizorul Cornel Todea. Absolvă IATC în 1962. În decursul unei cariere de peste 40 de ani interpretează numeroase roluri de teatru, teatru radiofonic, teatru de televiziune și film. A fost căsătorită cu actorul Eugen Cristea.

## Cariera artistică

### Cariera teatrală
În 1962, după absolvire, este repartizată la Teatrul Național Vasile Alecsandri din Iași, unde va juca în perioada 1962-1967. În 1967 se transferă la Teatrul Regional Barbu Delavrancea, devenit ulterior Teatrul de Revistă Ion Vasilescu, unde va juca în perioada 1967-1981. Din 1981 se transferă la Teatrul Național Ion Luca Caragiale din București, pe scena căruia va juca până la ieșirea la pensie, în 2001. Va mai juca ulterior pe scena Naționalului bucureștean în Revelion la "Terzo Mondo", de Ovidiu Iuliu Moldovan, în regia lui Mihai Manolescu (premiera în 2003). A interpretat numeroase roluri pe scenele teatrelor la care a jucat.

### Teatrul radiofonic
Cristina Deleanu colaborează în mod constant la teatrul radiofonic, vocea sa putând fi auzită în numeroase piese de teatru radiofonic, printre care Ceaiul nostru cel de toate zilele, Drumul lui Orfeu, Orfeu în Infern sau Zadarnicele necazuri de iubire.

### Carieră în teatrul de televiziune
În anii '80, începând cu rolul din La musica (o piesă franțuzească de Marguerite Duras, pusă în scenă la Teatrul TV, în regia Olimpiei Arghir) este distribuită în numeroase piese de teatru de televiziune. Activitatea din teatrul de televiziune o va aduce în atenția regizorilor de film, și anul 1981 va marca debutul carierei sale în cinematografie, în filmele Destine romantice, în regia lui Haralambie Boroș, și Orgolii (după romanul omonim de Augustin Buzura), în regia lui Manole Marcus. Va fi distribuită în numeroase filme și seriale de televiziune.

### Carieră didactică
În perioada 1992-2000 a activat ca profesoară de actorie la Academia de artă Luceafărul, pregătind două serii de studenți.

## Filmografie
- Destine romantice (1982)
- Orgolii (1982) - doctor Vera Panaitescu
- Scopul și mijloacele (1983)
- Eroii nu au vîrstă, serial tv (1984)
- Fata din Strada Florilor (1984)
- Un petic de cer (1984)
- Acțiunea „Zuzuc” (1984)
- Ca-n filme (1984)
- Zbor periculos (1984)
- Horea (1984)
- Declarație de dragoste (1985)
- Liceenii (1986)
- Anotimpul iubirii (1987)
- Extemporal la dirigenție (1988)
- Egreta de fildeș (1988)
- Moartea unui artist (1989)
- Taina jocului de cuburi (1990)
- Besat (1999)
- Tu ne marcheras jamais seul (2001)
- Fata babei și fata moșului, desene animate, voce (2004)
- Harap Alb, desene animate, voce (2004)
- Prâslea cel voinic și merele de aur, desene animate, voce (2004)
- Om bogat, om sărac (2006), serial de televiziune
- Vrei să fii mama mea (2006)
- La Bloc (2002) - Mama lui Remus
- Regina (2008) - Tamara
- Aniela (2009) - Lisaveta

## Cărți publicate
- Despre maeștri și extraordinarele lor vieți (2006)